# Magyar vakfutrinka
A magyar vakfutrinka (Duvalius hungaricus) a rovarok (Insecta) osztályába a bogarak (Coleoptera) rendjébe és a futrinkafélék (Carabidae) családjába tartozó faj.

## Előfordulása
Magyarországon, az Aggtelek környéki karsztvidéken és Szlovákiában a Szilicei-fennsíkon, illetve a Gömör–Szepesi-érchegységben honos. Természetes élőhelyei barlangok és sziklahasadékok.

## Megjelenése
Testhossza 3,8–5,6 milliméter, világos vöröses-barna színű.

## Életmódja
Ragadozó, feltehetőleg ugróvillásokkal (Collembola) és különféle lárvákkal táplálkozik. Szeme csökevényes, de jól látható.

## Természetvédelmi helyzete
Az elterjedési területe kicsi, egyedszáma szintén kicsi. A Természetvédelmi Világszövetség Vörös listáján nem szerepel. Magyarországon védett, természetvédelmi értéke 50 000 Ft.